# Gudme kommun
Gudme kommun låg i Fyns amt, Danmark. Kommun hade omkring 6 400 invånare (2005) och en yta på 120,00 km². Den bildades genom den danska kommunreformen 1970 genom en sammanslagning av socknarna Brudager, Gudbjerg, Gudme, Hesselager, Oure och Vejstrup. Sedan 2007 ingår området i Svendborgs kommun.